# Ferrovia elettrica di Wakayama
La Ferrovia elettrica di Wakayama (和歌山電鐵?, Wakayama Dentetsu) è una compagnia ferroviaria giapponese con sede nella città di Wakayama, prefettura di Wakayama. È una consociata interamente controllata di Rete tranviaria di Okayama (Okaden) e membro del gruppo Ryobi.

## Storia
Nel 2003 Nankai annunciò che stava considerando di abolire la linea Kishigawa, ma alcune organizzazioni civiche lungo la linea ferroviaria hanno organizzato una campagna per la sua continuazione. Il 27 giugno 2005 è stata quindi fondata la Ferrovia elettrica di Wakayama, interamente finanziata da Okaden. Il 1º aprile 2006, succede alla compagnia Nankai per la gestione della linea Kishigawa.

## Linee ferroviarie
L'azienda gestisce una sola linea ferroviaria.
- Linea Kishigawa (貴志川線?): Wakayama - Kishi	(14,3 km, 14 stazioni)

## Materiale rotabile
L'azienda utilizza unità multiple della serie 2700 appartenute alla società Nankai (serie 22000). Sono stati rinnovati dal designer Eiji Mitooka.

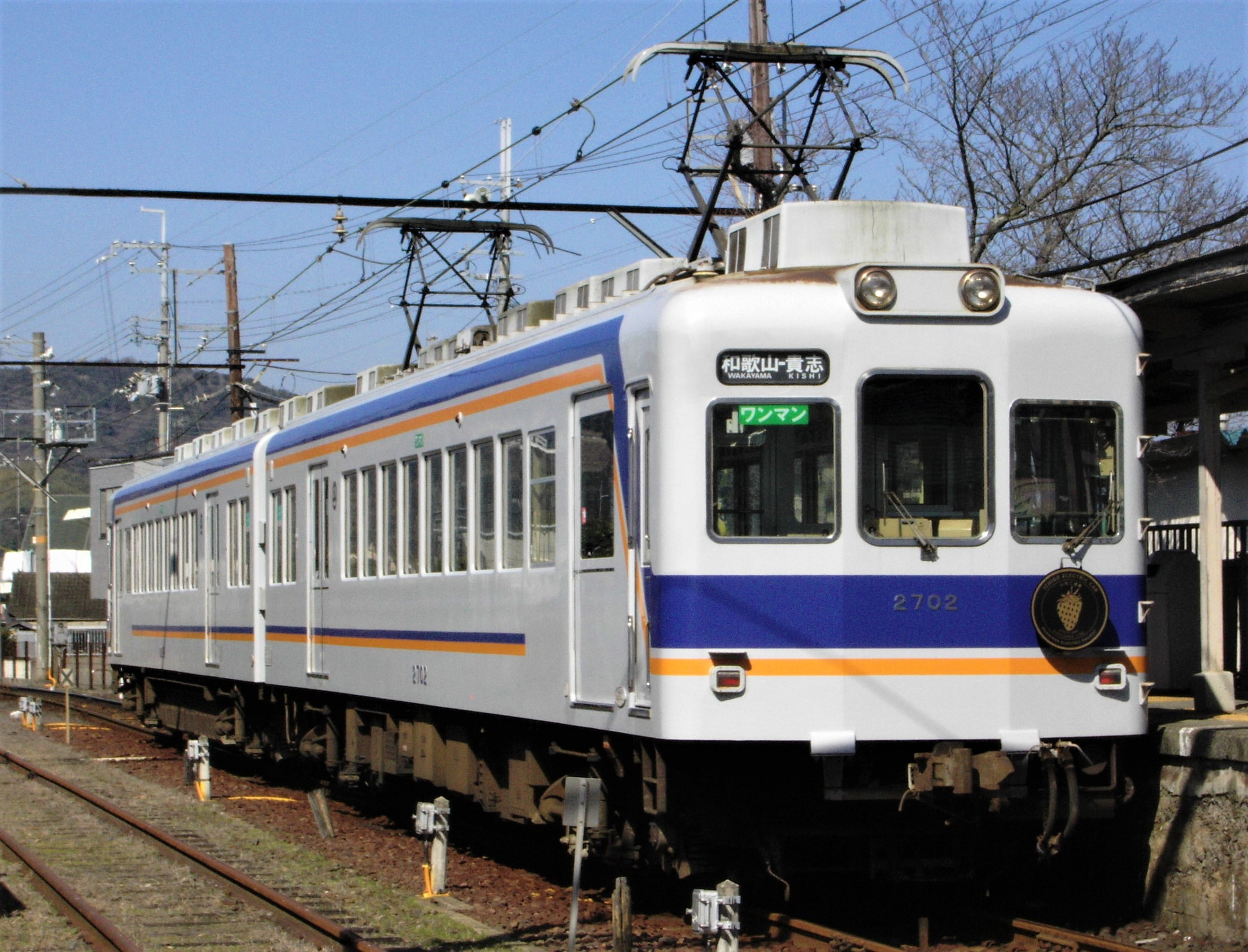
Serie 2270 Okaden Chuggington (おかでんチャギントン?)
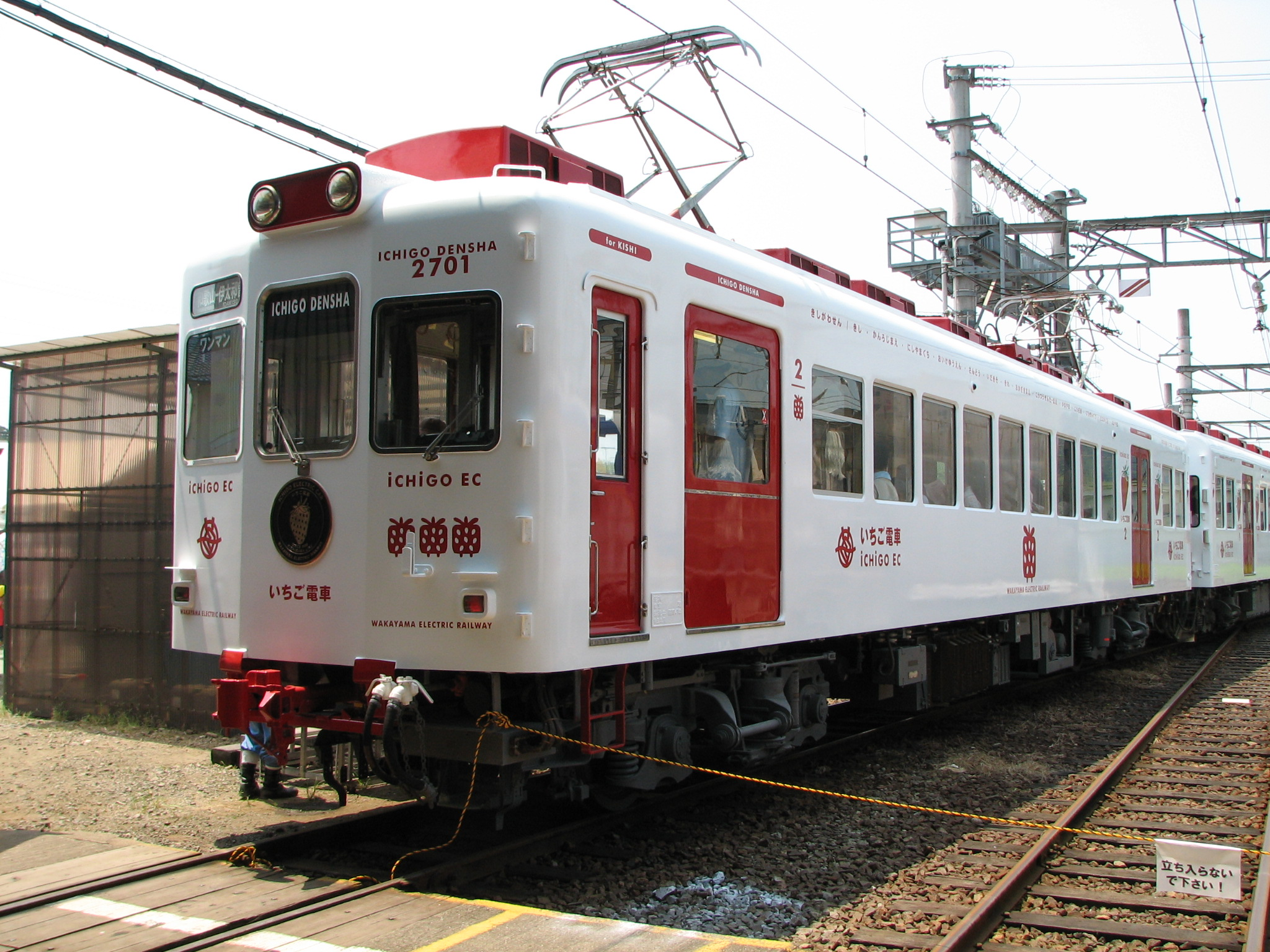
Serie 2270 Treno delle fragole (いちご電車?, Ichigo Densha)
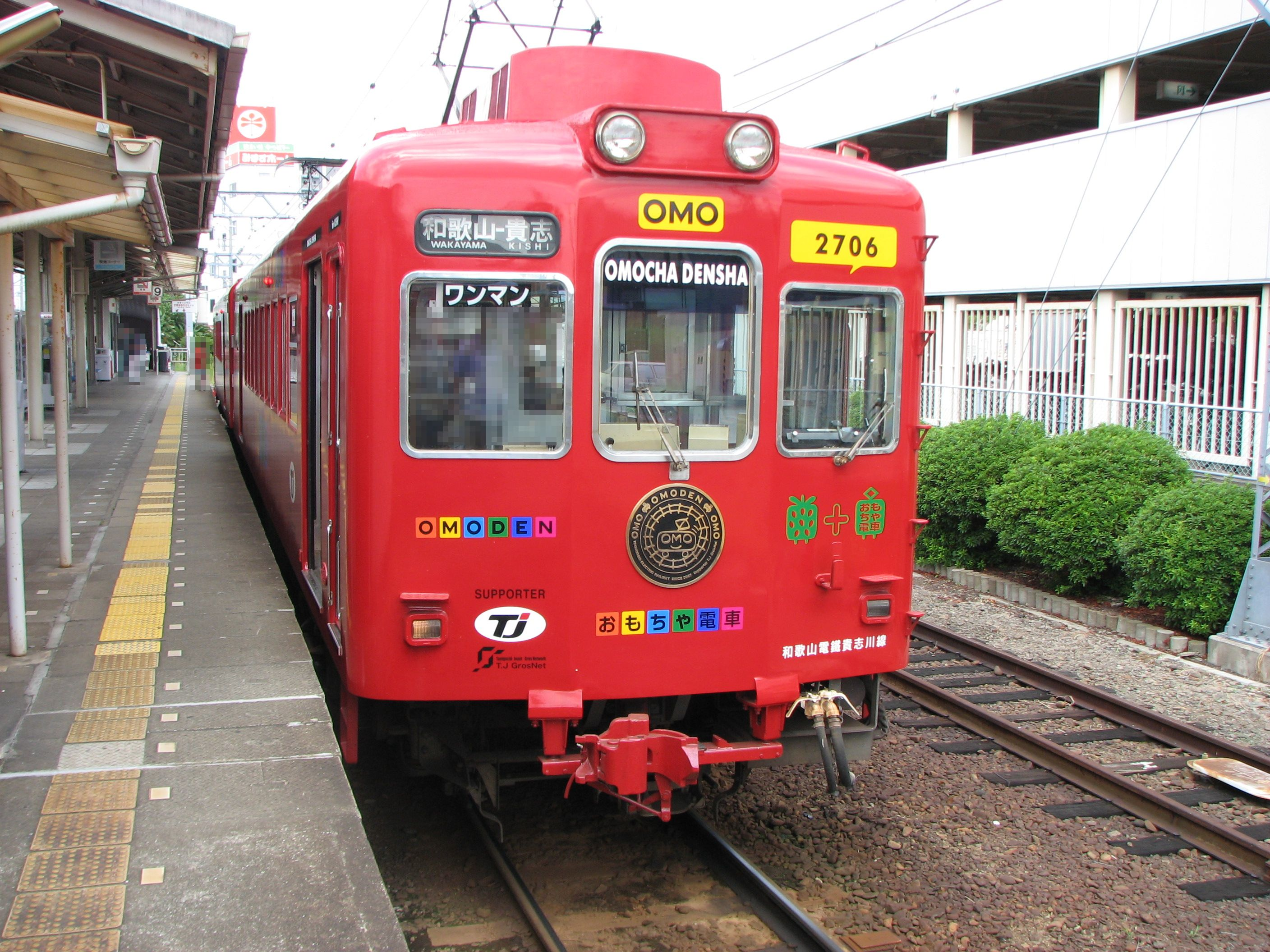
Serie 2270 Treno Umeboshi (うめ星電車?)
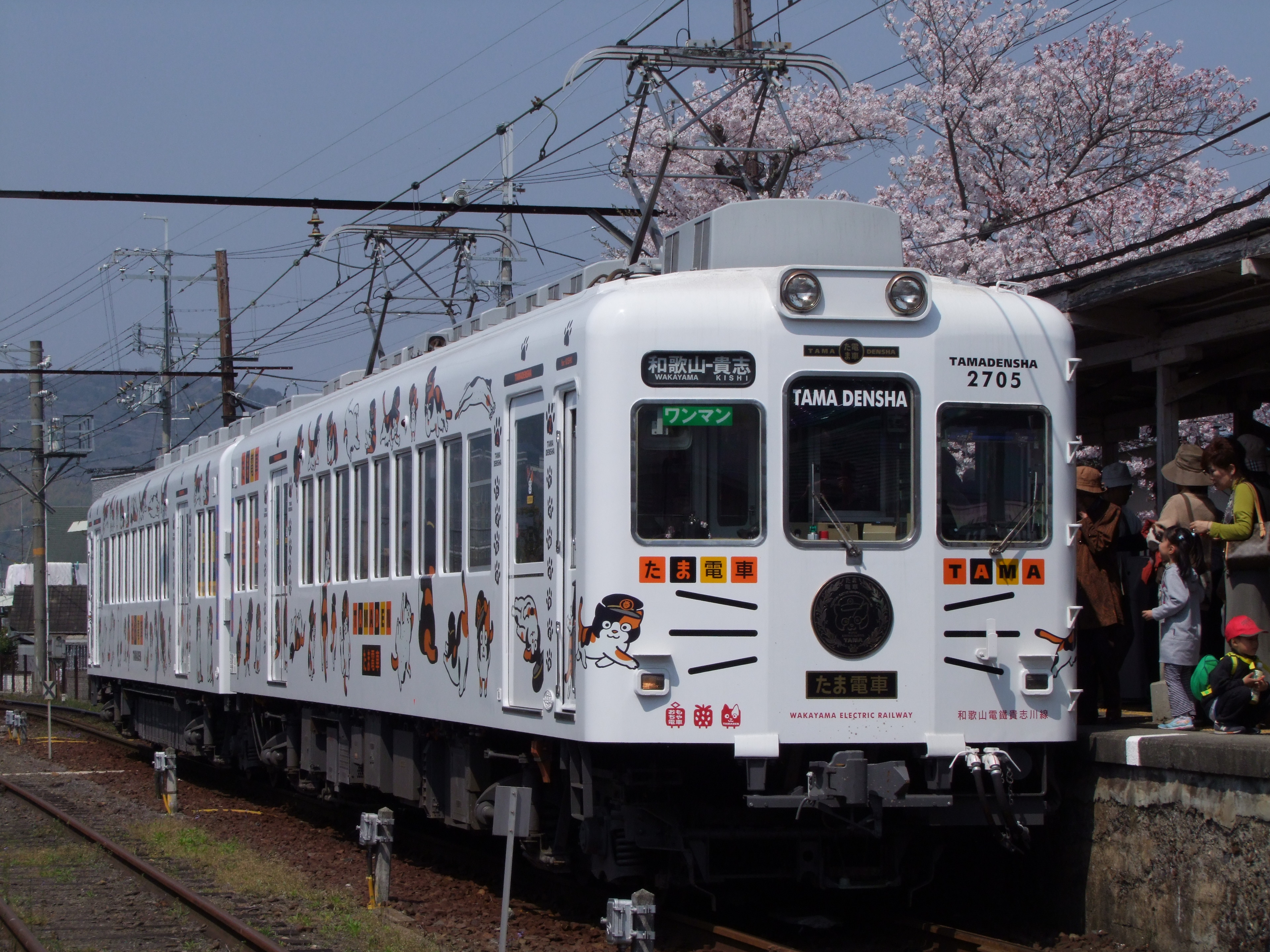
Serie 2270 Treno Tama (たま電車?)